# شعار كمبوديا
شعار كمبوديا هي رمز النظام الملكي الكمبودي. لقد كانت موجودة بشكل قريب من الصورة التي تم تصويرها منذ إنشاء مملكة كمبوديا المستقلة في عام 1953. وهي رمز على المعيار الملكي لملك كمبوديا الحاكم، الملك الحالي نورودوم سيهاموني.

## الأعلام التاريخية
| الصورة | الاستخدام                                        | التاريخ             |
| ------ | ------------------------------------------------ | ------------------- |
|        | مملكة كمبوديا (1953-1970)                        | 1860–1970           |
|        | جمهورية الخمير                                   | 1970–1975           |
|        | كمبوتشيا الديمقراطية                             | 1975–1982           |
|        | حكومة ائتلاف كمبوتشيا الديمقراطية                | 1982–1992           |
|        | جمهورية كمبوتشيا الشعبية                         | 1979–1981           |
|        | جمهورية كمبوتشيا الشعبية                         | 1981–1989           |
|        | جمهورية كمبوتشيا الشعبية                         | 1989–1992           |
|        | سلطة الأمم المتحدة الانتقالية في كمبوديا (UNTAC) | 1992–1993           |
|        | كمبوديا                                          | 1953–1970 1993–الآن |